# Arthur Lambert
Arthur Lambert (* 24. Dezember 1891 in Wittenberg; † 10. Oktober 1983 in Wuppertal) war ein deutscher Leichtathletiktrainer.

## Leben
Lambert war bis zum Zweiten Weltkrieg mit dem KTV Wittenberg (vormals „Kaufmännischer Turnverein“) verbunden. In dieser Zeit war er Reichstrainer für Mittel- und Langstreckenlauf in Deutschland. Die Leichtathleten Max Syring, Ewald Mertens, Werner Böttcher, Walter Schönrock, Hans Raff und Herbert Sander werden zu seinen Schülern gezählt. Bei den Olympischen Sommerspielen 1936 in Berlin trainierte Lambert die Mittel- und Langstreckenläufer, insbesondere den bereits 1932 gestarteten Max Syring.
Nach dem Zweiten Weltkrieg kam Lambert, als Seifenfabrikant und selbstständiger Kaufmann einer Chemischen Reinigung, durch einen Kriegskameraden von Wittenberg nach Wuppertal. Paul Schlurmann, Leiter des Sportamtes, hatte schnell von Lamberts Anwesenheit erfahren und vereinnahmte ihn als Trainer für den Barmer TV 1846 Wuppertal. Schlurmann und Lambert entwickelten zusammen mit dem Vorsitzenden des Vereins, Tüller Graf, ab 1950 die Internationalen Abendsportfeste im Wuppertaler Stadion am Zoo. Bis Ende der 1950er-Jahre war Lambert  Bundestrainer der Athleten wie Herbert Schade, Werner Lueg, Friedel Stracke, Hans Emde, Bruno Niesser, Hans Uphus und Horst Flosbach. Herbert Schade wurde später sein Nachfolger.
Lambert bemühte sich um den Breitensport und war Vorsitzender der Interessengemeinschaft älterer Leichtathleten, er selbst war bis ins hohe Alter als Läufer aktiv. Mit 79 Jahren lief er seinen ersten und einzigen offiziellen Marathonlauf in 3:52,3 Stunden.

## Auszeichnungen und Ehrungen
- 1979 – Bundesverdienstkreuz am Bande
- 19?? – Goldener DLV-Ehrenring
- 19?? – Plakette für besondere Verdienste des Landes Nordrhein-Westfalen

Das Arthur-Lambert-Stadion in der Lutherstadt Wittenberg wurde 1993 nach Lambert benannt.
1995 wurde erstmals der Arthur-Lambert-Bahnlauf vom Barmer TV ausgerichtet. Gekoppelt mit diesem Bahnlauf ist der Straßenlauf in Wittenberg und der Crosslauf in Hellsdorf. Die Ergebnisse der drei Veranstaltungen fließen in die Gesamtwertung des Arthur-Lambert-Cups ein.